# Слюнные железы

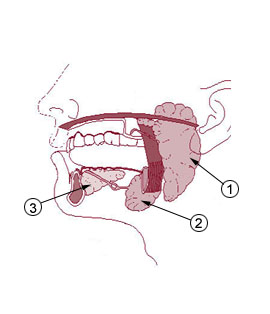
Слюнные железы:
1. Околоушная железа
2. Подчелюстная железа
3. Подъязычная железа

Слю́нные же́лезы (лат. glandulae salivariae) — железы в ротовой полости, выделяющие слюну. У человека, кроме многочисленных мелких слюнных желёз в слизистой оболочке языка, нёба, щёк и губ, имеется 4 пары крупных слюнных желёз: околоушная, подчелюстная, подъязычная и трубная.

## Эмбриональные источники развития и их производные
Из кожной эктодермы образуется эмбриональный многослойный эпителий ротовой полости, который даёт начало паренхиме железы. Мезенхима образует строму. Из нейроэктодермы появляются ганглиозные пластинки, образующие нервный аппарат желёз.

## Разновидности
- Малые слюнные железы (альвеолярно-трубчатые, слизисто-белковые, мерокриновые): Губные, щёчные, язычные, нёбные, железы дна ротовой полости.

Малые слюнные железы расположены в слизистой оболочке полости рта и классифицируются по их местоположению (губные, щёчные, молярные, язычные и нёбные) или по характеру выделяемого секрета (белковые, также называемые серозными; слизистые и смешанные). Наиболее многочисленны среди малых слюнных желёз губные и нёбные.
Белковые железы имеются, в основном, среди язычных, выделяемая ими слюна богата белком. Слизистые железы — нёбные и часть язычных, продуцируемая ими слюна богата слизью. Смешанные — щёчные, молярные, губные и часть язычных секретируют смешанную по составу слюну.
Малые слюнные железы расположены в толще слизистой оболочки полости рта или в её подслизистой основе. Размеры малых желёз разнообразны, их диаметр составляет от 1 до 5 мм.
- Большие слюнные железы: околоушные, подчелюстные, подъязычные, трубные[1].

## Общие функции
- экзокринная — секреция белковых и слизистых компонентов слюны;
- эндокринная — секреция гормоноподобных веществ;
- фильтрационная — фильтрация жидкостных компонентов плазмы крови из капилляров в состав слюны;
- экскреторная — выделение конечных продуктов метаболизма.

Самые распространённые болезни слюнных желёз — сиаладенит, сиалолитиаз, паротит.